# Agave acicularis
Agave acicularis är en sparrisväxtart som beskrevs av William Trelease. Agave acicularis ingår i släktet Agave och familjen sparrisväxter. Inga underarter finns listade i Catalogue of Life.